# Lijst van Nederlandse paralympiërs
Dit is een alfabetische lijst van Nederlandse paralympiërs, en oud-paralympiërs, hun discipline(s) en deelnames. Deze lijst is niet compleet.

## A
| sporter                | sport/sporten     | deelname                                               | medailles  |
| ---------------------- | ----------------- | ------------------------------------------------------ | ---------- |
| Daniel Abraham Gebru   | wielersport       | Rio de Janeiro 2016 - Tokio 2020                       | 2x --- 1x  |
| Bart Adelaars          | CP-voetbal        | Athene 2004 - Beijing 2008 - Londen 2012               | --- ---    |
| Kimberly Alkemade      | atletiek          | Tokio 2020                                             | --- --- 1x |
| George van Altena      | CP-voetbal        | Londen 2012 - Rio de Janeiro 2016                      | --- ---    |
| Syreeta van Amelsvoort | zwemmen           | Atlanta 1996 - Sydney 2000                             | 2x 1x      |
| Robin Ammerlaan        | rolstoeltennis    | Sydney 2000 - Athene 2004 - Beijing 2008 - Londen 2012 | 2x 1x ---  |
| Carlos Anker           | rolstoeltennis    | Tokio 2020                                             | --- ---    |
| Ilse Arts              | rolstoelbasketbal | Rio de Janeiro 2016 - Tokio 2020 - Parijs 2024         | 2x --- 1x  |

## B
| sporter                    | sport/sporten                   | deelname                                                        | medailles  |
| -------------------------- | ------------------------------- | --------------------------------------------------------------- | ---------- |
| Lara Baars                 | atletiek                        | Rio de Janeiro 2016 - Tokio 2020                                | --- --- 1x |
| Jeanne de Baker            | zwemmen                         | Heidelberg 1972                                                 | --- --- 1x |
| Sanne Bakker               | zitvolleybal                    | Beijing 2008 - Londen 2012                                      | --- --- 1x |
| Gerard Bambacht            | CP-voetbal                      | Rio de Janeiro 2016                                             | --- ---    |
| Johan Balder               | priksleeën                      | Innsbruck 1988                                                  | --- ---    |
| Tristan Bangma/Patrick Bos | wielersport                     | Rio de Janeiro 2016 - Tokio 2020                                | 2x 1x ---  |
| Renske van Beek            | snowboarden                     | Pyeongchang 2018 - Peking 2022                                  | --- ---    |
| Patrick Beekmans           | CP-voetbal                      | Sydney 2000 - Athene 2004                                       | --- ---    |
| Monique de Beer            | rolstoeltennis                  | Athene 2004 - Beijing 2008                                      | --- --- 1x |
| Mariska Beijer             | rolstoelbasketbal               | Londen 2012 - Rio de Janeiro 2016 - Tokio 2020 - Parijs 2024    | 2x --- 2x  |
| Mattijs Bellers            | rolstoelbasketbal               | Rio de Janeiro 2016                                             | --- ---    |
| Ingrid van der Benden      | zwemmen                         | Tel Aviv 1968 - Heidelberg 1972                                 | 5x 1x ---  |
| Erna Benneker              | rolstoelbasketbal               | Atlanta 1996                                                    | --- 1x --- |
| Barbara van Bergen         | rolstoelbasketbal & alpineskiën | Beijing 2008 - Londen 2012 - Rio de Janeiro 2016 - Peking 2022  | --- --- 2x |
| Annelies van de Bilt       | zitvolleybal                    | Rio de Janeiro 2016                                             | --- ---    |
| Piet Blanker               | boogschieten                    | Tokio 1964 - Tel Aviv 1968 - Heidelberg 1972 - Toronto 1976     | --- 3x 2x  |
| Nico Blok                  | tafeltennis                     | Sydney 2000 - Athene 2004 - Beijing 2008                        | --- --- 1x |
| Patries Boekhoorn          | rolstoelbasketbal               | Beijing 2008                                                    | --- ---    |
| Nikita den Boer            | atletiek                        | Tokio 2020                                                      | --- --- 1x |
| Thom den Boer              | atletiek                        |                                                                 | --- ---    |
| R. Boer                    | atletiek                        | Toronto 1976                                                    | --- ---    |
| Simon Boer                 | zwemmen                         | Rio de Janeiro 2016                                             | --- ---    |
| Marielle Boers             | atletiek                        |                                                                 | --- ---    |
| Stefan Boersma             | voetbal                         | Rio de Janeiro 2016                                             | --- ---    |
| Gert Bolmer                | paardensport                    | Sydney 2000 - Athene 2004 - Londen 2012                         | --- 1x 3x  |
| Monique Bons               | zitvolleybal                    | Athene 2004                                                     | --- 1x --- |
| Thea Bongers               | alpineskiën                     | Tignes-Albertville 1992                                         | --- ---    |
| Chantal Boonacker          | zwemmen                         | Sydney 2000 - Athene 2004 - Beijing 2008                        | --- --- 2x |
| Jelmar Bos                 | atletiek                        | Londen 2012 - Rio de Janeiro 2016                               | --- ---    |
| Yorick Bos                 | wielersport                     |                                                                 | --- ---    |
| Wiel Bouten                | alpineskiën                     | Innsbruck 1984 - Innsbruck 1988 - Tignes-Albertville 1992       | --- ---    |
| Cheyenne Bouthoorn         | atletiek                        | Tokio 2020                                                      | --- ---    |
| Sandra Braam               | rolstoelbasketbal               | Beijing 2008                                                    | --- ---    |
| Lisa den Braber            | zwemmen                         | Londen 2012 - Rio de Janeiro 2016                               | --- --- 2x |
| R. Brand                   | tafeltennis                     | Arnhem 1980                                                     | --- --- 1x |
| Peter Brandsen             | rolstoelbasketbal               | Athene 2004                                                     | --- ---    |
| Jaaike Mare Brandsma       | zitvolleybal                    | Rio de Janeiro 2016                                             | --- ---    |
| Iwan van Breemen           | atletiek                        | Seoel 1988 - Barcelona 1992 - Atlanta 1996 - Sydney 2000        | 1x --- 1x  |
| Rudy van Breemen           | CP-voetbal                      | Atlanta 1996 - Sydney 2000 - Athene 2004 - Beijing 2008         | 1x ---     |
| Bob van den Broek          | rolstoelbasketbal               | Seoel 1988 - Barcelona 1992                                     | 1x 1x ---  |
| Margriet van den Broek     | atletiek                        | Rio de Janeiro 2016                                             | --- ---    |
| Edwin van der Broek        | zitvolleybal                    | Atlanta 1996 - Sydney 2000                                      | --- ---    |
| Cees Broekman              | zwemmen                         | Tel Aviv 1968                                                   | --- ---    |
| Yolanda Broerse            | rolstoelbasketbal               | Atlanta 1996                                                    | --- 1x --- |
| Yvonne Broersma-Schaefer   | rolstoelbasketbal               | Seoel 1988                                                      | --- --- 1x |
| Gerard Broertjes           | zitvolleybal                    | Barcelona 1992 - Atlanta 1996                                   | --- 1x --- |
| Jeffrey Bruinier           | CP-voetbal                      | Beijing 2008                                                    | --- ---    |
| Liesette Bruinsma          | zwemmen                         | Rio de Janeiro 2016 - Tokio 2020                                | 2x 3x 2x   |
| André van Buiten           | zwemmen                         | Arnhem 1980 - New York & Stoke Mandeville 1984 - Barcelona 1992 | 4x 6x ---  |
| Willem Buitendijk          | wielersport                     | Atlanta 1996                                                    | --- ---    |
| Judith Bulthuis            | Boccia                          | Rio de Janeiro 2016                                             | --- ---    |
| Marjorie van de Bunt       | biatlon & langlaufen            | Lillehammer 1994 - Nagano 1998 - Salt Lake City 2002            | 2x 4x      |
| Kees van de Bunte          | rolstoelbasketbal               | Sydney 2000                                                     | --- 1x --- |
| Lisa Bunschoten            | snowboarden                     | Sotsji 2014 - Pyeongchang 2018 - Peking 2022                    | --- 1x     |
| Jorien Buurman             | rolstoelbasketbal               | Seoel 1988 - Atlanta 1996                                       | --- 1x     |
| Marjolein Buis             | rolstoeltennis                  | Londen 2012 - Rio de Janeiro 2016                               | 1x 1x ---  |

## C
| sporter      | sport/sporten | deelname            | medailles |
| ------------ | ------------- | ------------------- | --------- |
| Ellen Ceelen | zitvolleybal  | Rio de Janeiro 2016 | --- ---   |
| Lars Conijn  | CP-voetbal    | Rio de Janeiro 2016 | --- ---   |

## D
| sporter                          | sport/sporten     | deelname                                                                   | medailles |
| -------------------------------- | ----------------- | -------------------------------------------------------------------------- | --------- |
| Fleur van Dam                    | zitvolleybal      | Rio de Janeiro 2016                                                        |           |
| Maurice Deelen                   | zwemmen           | Londen 2012                                                                |           |
| Carlo Dengerink                  | CP-voetbal        | Atlanta 1996                                                               |           |
| Odette van Deudekom/Kim van Dijk | wielersport       | Rio de Janeiro 2016                                                        |           |
| Ruud Dettmer                     | rolstoelbasketbal | Sydney 2000                                                                |           |
| Daan Dikken                      | CP-voetbal        | Rio de Janeiro 2016                                                        |           |
| Jos van der Donk                 | speerwerpen       | New York & Stoke Mandeville 1984 - Seoel 1988 - Athene 2004 - Beijing 2008 | 1x 1x     |
| Olaf Donners                     | CP-voetbal        | Atlanta 1996                                                               |           |
| Rogier Dorsman                   | zwemmen           | Tokio 2020                                                                 | 3x        |
| Nicole den Dulk                  | paardensport      | Rio de Janeiro 2016                                                        |           |
| Tim van Duuren                   | zwemmen           | Tokio 2020                                                                 |           |

## E
| sporter              | sport/sporten     | deelname                                       | medailles |
| -------------------- | ----------------- | ---------------------------------------------- | --------- |
| Tom Egberink         | rolstoeltennis    | Londen 2012 - Rio de Janeiro 2016 - Tokio 2020 | 1x 1x     |
| Tommy van den Eijnde | wielersport       |                                                | --- ---   |
| Kasper Engel         | zwemmen           | Atlanta 1996 - Sydney 2000                     | 2x 2x     |
| Jurjen Engelsman     | zwemmen           | Atlanta 1996 - Sydney 2000                     | 1x 1x 4x  |
| Percy Enser          | CP-voetbal        | Barcelona 1992 - Atlanta 1996 - Sydney 2000    | 2x ---    |
| Gijs Even            | rolstoelbasketbal | Rio de Janeiro 2016                            |           |
| Marc Evers           | zwemmen           | Londen 2012 - Rio de Janeiro 2016 - Tokio 2020 | 2x 1x 3x  |
| Bas van Erp          | rolstoeltennis    | Athene 2004 - Beijing 2008                     | 2x        |

## F
| sporter         | sport/sporten     | deelname            | medailles |
| --------------- | ----------------- | ------------------- | --------- |
| Guido Floors    | CP-voetbal        | Rio de Janeiro 2016 | --- ---   |
| Lindsay Frelink | rolstoelbasketbal | Tokio 2020          | 1x ---    |

## G
| sporter                 | sport/sporten     | deelname                                                                     | medailles |
| ----------------------- | ----------------- | ---------------------------------------------------------------------------- | --------- |
| Marlène van Gansewinkel | atletiek          | Rio de Janeiro 2016 - Tokio 2020                                             | 2x 2x     |
| Petra Garnier           | rolstoelbasketbal | Sydney 2000 - Athene 2004 - Beijing 2008                                     |           |
| Laurentius van Geel     | zwemmen           | Atlanta 1996                                                                 | 1x 2x     |
| Arie van Gent           | rolstoelbasketbal | Sydney 2000                                                                  |           |
| Rene Glimmerveen        | CP-voetbal        | Atlanta 1996                                                                 |           |
| Frank de Goede          | rolstoelbasketbal | Sydney 2000                                                                  |           |
| Kathrin Goeken          | wielersport       | Londen 2012                                                                  |           |
| Jiske Griffioen         | rolstoeltennis    | Sydney 2000 - Athene 2004 - Beijing 2008 - Londen 2012 - Rio de Janeiro 2016 | 1x        |
| Walter Groen            | rolstoelbasketbal | Rio de Janeiro 2016                                                          |           |
| Caroline Groot          | wielersport       | Tokio 2020                                                                   | 1x        |
| Alwin de Groot          | zwemmen           | Barcelona 1992 - Atlanta 1996                                                | 6x 5x 2x  |
| Diede de Groot          | rolstoeltennis    | Rio de Janeiro 2016 - Tokio 2020                                             | 2x 1x     |
| Ineke de Groot          | paardensport      | Beijing 2008                                                                 | 1x        |
| Pieter Gruijters        | atletiek          | Athene 2004 - Beijing 2008                                                   | 1x 2x     |
| Bastiaan Gruppen        | wielersport       | Londen 2012                                                                  |           |
| Peter Guntlisbergen     | CP-voetbal        | Atlanta 1996                                                                 |           |

## H
| sporter                  | sport/sporten                   | deelname                                                                | medailles |
| ------------------------ | ------------------------------- | ----------------------------------------------------------------------- | --------- |
| Anneke den Haan          | zitvolleybal                    | Athene 2004                                                             |           |
| Duncan van Haaren        | zwemmen                         | Rio de Janeiro 2016                                                     |           |
| Karin van der Haar-Kramp | zitvolleybal                    | Beijing 2008 - Rio de Janeiro 2016                                      |           |
| Chantal Haenen           | wielersport                     | Tokio 2020                                                              |           |
| Joleen Hakker            | roeien & wielersport & triatlon | Beijing 2008 - Londen 2012 - Rio de Janeiro 2016                        |           |
| Karel Hanse              | alpineskiën                     | Innsbruck 1984 - Innsbruck 1988 - Tignes-Albertville 1992               |           |
| Karin Harmsen-Roosen     | zitvolleybal                    | Athene 2004 - Beijing 2008                                              |           |
| Paul Heersink            | CP-voetbal                      | Atlanta 1996                                                            |           |
| Sylvana van Hees         | rolstoelbasketbal               | Tokio 2020 - Parijs 2024                                                | 2x        |
| Tonnie Heijnen           | tafeltennis                     | Athene 2004 - Beijing 2008 - Londen 2012                                | 1x        |
| Tineke Hekman            | atletiek & langlaufen           | Arnhem 1980 - Innsbruck 1984 - Innsbruck 1988 - Tignes-Albertville 1992 |           |
| Olivier Hendriks         | atletiek                        | Tokio 2020                                                              | 1x        |
| Dirk Hennink             | CP-voetbal                      | Barcelona 1992 - Atlanta 1996                                           | 2x ---    |
| Wilfred Hennink          | CP-voetbal                      | Seoel 1988 - Sydney 2000                                                | 1x ---    |
| Querijn Hensen           | zwemmen                         | Tokio 2020                                                              |           |
| Bas Hergelink            | tafeltennis                     | Rio de Janeiro 2016                                                     |           |
| Ronald Hertog            | speerwerpen                     | Beijing 2008 - Rio de Janeiro 2016                                      |           |
| Udo Hessels              | zeilen                          | Atlanta 1996 - Sydney 2000 - Athene 2004 - Londen 2012                  |           |
| Frits Hildebrandt        | zwemmen                         | Toronto 1976 - Arnhem 1980 - New York & Stoke Mandeville 1984           | 8x 2x     |
| Willem Hofma             | priksleeën                      | Innsbruck 1984 - Innsbruck 1988                                         |           |
| Sanne Hofman             | zwemmen                         | Rio de Janeiro 2016                                                     |           |
| Thijs van Hofweegen      | zwemmen                         | Rio de Janeiro 2016 - Tokio 2020                                        |           |
| Alexander van Holk       | roeien                          | Rio de Janeiro 2016                                                     |           |
| Megan Hollander          | badminton                       | Tokio 2020                                                              |           |
| Korie Homan              | rolstoeltennis                  | Beijing 2008                                                            | 1x 1x     |
| Mark Homan               | wielersport                     | Beijing 2008                                                            |           |
| Werner Homan             |                                 |                                                                         |           |
| Frederique van Hoof      | tafeltennis                     | Tokio 2020                                                              | 1x        |
| Gerrie de Hoop           | zwemmen                         | Arnhem 1980 - New York & Stoke Mandeville 1984                          | 3x 1x     |
| Rixt van der Horst       | paardensport dressuur           | Rio de Janeiro 2016 - Tokio 2020                                        | 2x 3x     |
| Frank Hosmar             | paardensport                    | Londen 2012 - Rio de Janeiro 2016 - Tokio 2020                          | 2x 6x     |
| Alwin Houtsma            | zwemmen                         | Atlanta 1996 - Sydney 2000                                              | 7x 2x 1x  |
| Lucie Houwen             | rolstoelbasketbal               | Rio de Janeiro 2016                                                     |           |
| Inge Huitzing            | rolstoelbasketbal               | Beijing 2008 - Rio de Janeiro 2016                                      |           |

## J
| sporter         | sport/sporten                             | deelname                                                                                                  | medailles |
| --------------- | ----------------------------------------- | --- | --------- |
| Judith Jacobs   | zitvolleybal                              | Rio de Janeiro 2016                                                                                       |           |
| Micha Janse     | CP-voetbal & atletiek                     | Sydney 2000 - Athene 2004                                                                                 | --- ---   |
| Jennette Jansen | atletiek, rolstoelbasketbal & wielersport | Seoel 1988 - Barcelona 1992 - Atlanta 1996 - Sydney 2000 - Athene 2004 - Rio de Janeiro 2016 - Tokio 2020 | 4x 3x     |
| Koen Jansens    | rolstoelbasketbal                         | Sydney 2000                                                                                               |           |
| Anna Jochemsen  | alpineskiën                               | Sotsji 2014                                                                                               |           |
| Fleur Jong      | atletiek                                  | Rio de Janeiro 2016 - Tokio 2020                                                                          | 1x        |
| Arno de Jong    | CP-voetbal                                | Seoel 1988 - Barcelona 1992 - Atlanta 1996 - Sydney 2000                                                  | 3x ---    |
| Frank de Jong   | rolstoelbasketbal                         | Rio de Janeiro 2016                                                                                       |           |
| Henk de Jong    | priksleeën                                | Innsbruck 1984                                                                                            |           |
| Joël de Jong    | atletiek                                  | Tokio 2020                                                                                                |           |
| Paul de Jong    | roeien                                    | Beijing 2008                                                                                              |           |

## K
| sporter                                                   | sport/sporten                | deelname                                                                                                | medailles |
| --------------------------------------------------------- | ---------------------------- | --- | --------- |
| Monique Kalkman-Van den Bosch                             | tafeltennis & rolstoeltennis | New York & Stoke Mandeville 1984 - Seoul 1988 - Barcelona 1992 - Atlanta 1996                           | 4x 3x 1x  |
| Jeroen Kampschreur                                        | alpineskiën                  | Pyeongchang 2018 - Peking 2022                                                                          | 1x 1x --- |
| Olaf Karssen                                              | CP-voetbal                   | Atlanta 1996                                                                                            |           |
| Patrick van Kempen                                        | CP-voetbal                   | Beijing 2008                                                                                            |           |
| Harold Kersten                                            | tafeltennis                  | Seoel 1988 - Barcelona 1992 - Atlanta 1996 - Sydney 2000 - Athene 2004                                  | 1x 1x     |
| Larissa Klaassen/Haliegh Dolman(2016), Imke Brommer(2020) | wielersport                  | Rio de Janeiro 2016 - Tokio 2020                                                                        | 1x 1x     |
| Thomas Kleinlugtebeld                                     | CP-voetbal                   | Rio de Janeiro 2016                                                                                     |           |
| Ben Klerks                                                | Rolstoelbasketbal            | Stoke Mandeville 1984 - Seoul 1988 - Barcelona 1992                                                     | 1x 2x     |
| Kees-Jan van der Klooster                                 | alpineskiën                  | Vancouver 2010 - Sotsji 2014                                                                            |           |
| Merijn Koek                                               | snowboarden                  | Sotsji 2014                                                                                             |           |
| Corné de Koning                                           | roeien                       | Rio de Janeiro 2016 - Tokio 2020                                                                        | 1x        |
| Mirjam de Koning-Peper                                    | zwemmen                      | Beijing 2008 - Londen 2012                                                                              | 2x 2x     |
| Peter Kooij                                               | CP-voetbal                   | Rio de Janeiro 2016                                                                                     |           |
| Eelco Kooistra                                            | priksleeën                   | Lillehammer 1994                                                                                        |           |
| Aniek van Koot                                            | rolstoeltennis               | Londen 2012 - Rio de Janeiro 2016 - Tokio 2020                                                          | 1x 3x     |
| Bob Korbach                                               | CP-voetbal                   | Sydney 2000                                                                                             | --- ---   |
| Mustafa Korkmaz                                           | rolstoelbasketbal            | Rio de Janeiro 2016 - Parijs 2024                                                                       |           |
| Chèr Korver                                               | rolstoelbasketbal            | Sydney 2000 - Athene 2004 - Beijing 2008 - Londen 2012 - Rio de Janeiro 2016 - Tokio 2020 - Parijs 2024 | 2x 2x     |
| Bo Kramer                                                 | rolstoelbasketbal            | Rio de Janeiro 2016 - Tokio 2020 - Parijs 2024                                                          | 2x 1x     |
| Ingrid van Kranen                                         | atletiek                     | Rio de Janeiro 2016                                                                                     |           |
| Nettie van Krieken                                        | zwemmen                      | Heidelberg 1972                                                                                         | 3x        |
| Gerard Kroon                                              | zitvolleybal                 | Arnhem 1980 - New York 1984 - Seoel 1988 - Atlanta 1996                                                 | 2x 1x     |
| Lisa Kruger                                               | zwemmen                      | Rio de Janeiro 2016 - Tokio 2020                                                                        | 1x 1x 3x  |
| Mary Kuivenhoven                                          | zwemmen                      | Heidelberg 1972                                                                                         | 2x 1x     |
| Marc van de Kuilen                                        | rolstoelbasketbal            | Rio de Janeiro 2016                                                                                     |           |
| Marlou van der Kulk                                       | zwemmen                      | Londen 2012 - Rio de Janeiro 2016                                                                       |           |

## L
| sporter                | sport/sporten               | deelname | medailles |
| ---------------------- | --------------------------- | --- | --------- |
| Guda van der Laan      | rolstoelbasketbal           | Atlanta 1996 |           |
| Willem van Laar        | zwemmen & zitvolleybal      | Arnhem 1980 - Seoel 1988                                                                                                | 1x 2x 1x  |
| Gertrudis Laemers      | tafeltennis                 | Atlanta 1996 - Sydney 2000                                                                                              | 2x        |
| Wim 't Lam             | rolstoelbasketbal           | Sydney 2000 |           |
| Harry Lamberts         | zwemmen                     | Heidelberg 1972 | 1x 2x     |
| Gerda Lampers          | priksleeën & zwemmen        | Innsbruck 1988 - Barcelona 1992 - Atlanta 1996                                                                          | 2x 1x     |
| Niels de Langen        | alpineskiën                 | Pyeongchang 2018 - Peking 2022                                                                                          | --- 1x    |
| Gerben Last            | tafeltennis                 | Athene 2004 - Beijing 2008 - Londen 2012 - Rio de Janeiro 2016                                                          | 1x        |
| Martin Lauriks         | roeien                      | Beijing 2008 |           |
| Evelina van Leeuwen    | rolstoelbasketbal           | Atlanta 1996 |           |
| Evelyn van Leeuwen     | rolstoelbasketbal           | Rio de Janeiro 2016 |           |
| Marja van Leeuwen      | rolstoelbasketbal           | Atlanta 1996 |           |
| Jurgen Lentink         | zwemmen                     | Atlanta 1996 - Sydney 2000                                                                                              | 2x        |
| Don van der Linden     | wielersport                 | Beijing 2008 |           |
| Gertjan van der Linden | zwemmen & rolstoelbasketbal | Arnhem 1980 - New York & Stoke Mandeville 1984 - Seoel 1988 - Barcelona 1992 - Atlanta 1996 - Sydney 2000 - Athene 2004 | 2x 1x     |
| Paula List             | zitvolleybal                | Athene 2004 - Beijing 2008 - Rio de Janeiro 2016                                                                        |           |
| Stephan Lokhoff        | CP-voetbal                  | Sydney 2000 - Athene 2004 - Beijing 2008 - Londen 2012                                                                  | --- ---   |
| Esther van der Loos    | roeien                      | Rio de Janeiro 2016 |           |

## M
| sporter             | sport/sporten     | deelname                           | medailles |
| ------------------- | ----------------- | ---------------------------------- | --------- |
| Rene Martens        | rolstoelbasketbal | Sydney 2000                        |           |
| Djoke van Marum     | zitvolleybal      | Beijing 2008 - Rio de Janeiro 2016 |           |
| Bernadette Massar   | zwemmen           | Beijing 2008                       |           |
| Mendy Meenderink    | zwemmen           | Sydney 2000 - Beijing 2008         | 1x        |
| Annika van der Meer | roeien            | Tokio 2020                         | 1x        |
| Floris Meijer       | alpineskiën       | Peking 2022                        | --- ---   |
| Bernd Meints        | Boccia            | Rio de Janeiro 2016                |           |
| Joey Mense          | CP-voetbal        | Rio de Janeiro 2016                |           |
| Bibian Mentel-Spee  | snowboarden       | Sotsji 2014 - Pyeongchang 2018     | 2x        |
| Joey Mense          | CP-voetbal        | Beijing 2008                       |           |
| Marijke Mettes      | atletiek          | Beijing 2008                       |           |
| Chantal Molenkamp   | zwemmen           | Londen 2012 - Rio de Janeiro 2016  |           |
| Ricky Molier        | rolstoeltennis    | Atlanta 1996 - Sydney 2000         | 2x 1x     |
| Jean-Paul Montanus  | tafeltennis       | Rio de Janeiro 2016                |           |
| Jozima Mosely       | rolstoelbasketbal | Atlanta 1996                       |           |
| Jan Mulder          | wielersport       | Atlanta 1996 - Sydney 2000         | 3x 3x     |

## N
| sporter               | sport/sporten     | deelname                                                                              | medailles |
| --------------------- | ----------------- | ------------------------------------------------------------------------------------- | --------- |
| Jacqueline Nannenberg | zwemmen           | Seoel 1988 - Barcelona 1992 - Atlanta 1996                                            | 3x 1x     |
| Sandra Nap            | zeilen            | Rio de Janeiro 2016                                                                   |           |
| Marion Nijhof         | zwemmen           | Sydney 2000 - Athene 2004                                                             | 1x 3x     |
| Arnoud Nijhuis        | wielersport       | Rio de Janeiro 2016                                                                   |           |
| Sebastiao Nijman      | rolstoelbasketbal | Rio de Janeiro 2016                                                                   |           |
| Willem Noorduin       | atletiek          | Seoel 1988 - Barcelona 1992 - Atlanta 1996 - Sydney 2000 - Athene 2004 - Beijing 2008 | 3x 4x 2x  |
| Alyda Norbruis        | wielersport       | Londen 2012 - Rio de Janeiro 2016 - Tokio 2020                                        | 2x 2x 1x  |

## O
| sporter             | sport/sporten     | deelname                                                       | medailles |
| ------------------- | ----------------- | -------------------------------------------------------------- | --------- |
| Ranki Oberoi        | atletiek          | Rio de Janeiro 2016 - Tokio 2020                               |           |
| Alfred Oonk         | zitvolleybal      | New York 1984 - Seoel 1988 - Barcelona 1992 - Sydney 2000      | 1 x 2 x   |
| Rinne Oost          | wielersport       | Londen 2012                                                    |           |
| Jan Oostenbroek     | zwemmen           | Toronto 1976 - Arnhem 1980                                     | 1x        |
| Roos Oosterbaan     | rolstoelbasketbal | Athene 2004 - Beijing 2008 - Londen 2012 - Rio de Janeiro 2016 | 2x        |
| Mario Oosterbosch   | rolstoelbasketbal | Sydney 2000                                                    |           |
| Marije Oosterhuis   | zwemmen           | Rio de Janeiro 2016                                            |           |
| Elsbeth van Oostrom | rolstoelbasketbal | Beijing 2008                                                   |           |
| Mendel op den Orth  | rolstoelbasketbal | Rio de Janeiro 2016 - Parijs 2024                              |           |
| Arthur Overtoom     | priksleeën        | Innsbruck 1988 - Lillehammer 1994                              |           |

## P
| sporter           | sport/sporten          | deelname                                                                                     | medailles |
| ----------------- | ---------------------- | -------------------------------------------------------------------------------------------- | --------- |
| Romy Pansters     | zwemmen                | Londen 2012                                                                                  |           |
| Taqy Parnian      | Bankdrukken            | Atlanta 1996 - Sydney 2000                                                                   | 1x        |
| Daniël Perez      | Boccia                 | Rio de Janeiro 2016 - Tokio 2020                                                             |           |
| Sabine Peters     | paardensport           | Beijing 2008                                                                                 |           |
| Sonja Peters      | rolstoeltennis         | Sydney 2000 - Athene 2004                                                                    | 1x        |
| Fleur Pieterse    | rolstoelbasketbal      | Athene 2004 - Beijing 2008                                                                   |           |
| Jetze Plat        | wielersport & triatlon | Londen 2012 - Rio de Janeiro 2016 - Tokio 2020                                               | 3x 1x     |
| Robin Poggenwisch | rolstoelbasketbal      | Rio de Janeiro 2016 - Parijs 2024                                                            |           |
| Maria Poiesz      | zitvolleybal           | Athene 2004                                                                                  | 1x        |
| Arnold Polderman  | biatlon & langlaufen   | Salt Lake City 2002                                                                          |           |
| Gerrit Pomp       | atletiek & zwemmen     | Heidelberg 1972 - Toronto 1976 - Arnhem 1980 - New York & Stoke Mandeville 1984 - Seoel 1988 | 2x 4x     |
| Popke Popkema     | boogschieten           | Tel Aviv 1968 - Heidelberg 1972 - Toronto 1976 - Arnhem 1980                                 | 1x 3x     |
| Saskia Pronk      | rolstoelbasketbal      | Londen 2012 - Tokio 2020 - Parijs 2024                                                       | 2x 1x     |
| Iris Pruysen      | atletiek               | Rio de Janeiro 2016                                                                          |           |
| Kjeld Punt        | alpineskiën            | Lillehammer 1994 - Nagano 1998 - Salt Lake City 2002                                         |           |

## R
| sporter          | sport/sporten                          | deelname | medailles |
| ---------------- | -------------------------------------- | --- | --------- |
| Brenda Ramaekers | rolstoelbasketbal                      | Beijing 2008 |           |
| Johan Reekers    | atletiek & wielersport en zitvolleybal | Arnhem 1980 - New York & Stoke Mandeville 1984 - Barcelona 1992 - Athene 2004 - Londen 2012 - Rio de Janeiro 2016 | 2x 1x     |
| Maud de Reu      | paardensport dressuur                  | Tokio 2020 |           |
| Petra Reuvekamp  | zwemmen                                | Atlanta 1996 | 1x 2x     |
| Robert Reijmers  | alpineskiën                            | Tignes-Albertville 1992 - Lillehammer 1994                                                                        |           |
| Marlou van Rhijn | atletiek                               | Londen 2012 - Rio de Janeiro 2016                                                                                 | 3x 1x     |
| Marijke Roest    | zitvolleybal                           | Athene 2004 | 1x        |
| Anton de Rooij   | rolstoelbasketbal                      | Rio de Janeiro 2016                                                                                               |           |
| Carina de Rooij  | rolstoelbasketbal                      | Athene 2004 - Beijing 2008 - Rio de Janeiro 2016 - Tokio 2020 - Parijs 2024                                       | 2x 1x     |
| Noëlle Roorda    | atletiek                               | Tokio 2020 | 1x        |
| Annette Roozen   | atletiek                               | Athene 2004 - Beijing 2008                                                                                        | 2x        |
| Mischa Rossen    | zeilen                                 | Sydney 2000 - Athene 2004 - Londen 2012                                                                           |           |
| Salima Rozema    | atletiek                               | Tokio 2020 |           |
| Marijke Ruiter   | zwemmen & rolstoelbasketbal            | Heidelberg 1972 - Toronto 1976 - Seoel 1988                                                                       | 10x 1x    |

## S
| sporter                         | sport/sporten                      | deelname                                                               | medailles |
| ------------------------------- | ---------------------------------- | ---------------------------------------------------------------------- | --------- |
| Jeroen Saedt                    | CP-voetbal                         | Rio de Janeiro 2016                                                    |           |
| Eliane Salden                   | handboogschieten                   | Beijing 2008                                                           |           |
| Petra van de Sande              | paardensport                       | Beijing 2008 - Londen 2012                                             |           |
| Marleen Sanderse                | roeien                             | Beijing 2008                                                           |           |
| Maikel Scheffers                | rolstoeltennis                     | Beijing 2008 - Londen 2012 - Rio de Janeiro 2016 - Tokio 2020          | 2x        |
| Gert-Jan Schep                  | zwemmen                            | Athene 2004                                                            |           |
| Geert Schipper                  | triatlon                           | Rio de Janeiro 2016 - Tokio 2020                                       |           |
| Thierry Schmitter               | zeilen                             | Athene 2004 - Beijing 2008 - Londen 2012                               | 1x        |
| Michael Schoenmaker             | zwemmen                            | Londen 2012 - Rio de Janeiro 2016                                      |           |
| Pascal Schoots                  | wielersport                        | Atlanta 1996 - Sydney 2000                                             | 1x 2x     |
| Fleur Schouten                  | atletiek                           | Tokio 2020                                                             |           |
| Rolf Schrama                    | zeilen                             | Rio de Janeiro 2016                                                    |           |
| Wendy Schrijver                 | tafeltennis                        | Londen 2012                                                            |           |
| Sam Schröder                    | rolstoeltennis                     | Tokio 2020                                                             | 1x 1x     |
| Vincent ter Schure/Timo Fransen | wielersport                        | Rio de Janeiro 2016 - Tokio 2020                                       | 2x 3x     |
| Jeroen Schuitert                | CP-voetbal                         | Rio de Janeiro 2016                                                    |           |
| Amy Siemons                     | atletiek                           | Rio de Janeiro 2016 - Tokio 2020                                       |           |
| Jolanda Slenter-Weijts          | zitvolleybal                       | Athene 2004                                                            | 1x        |
| Maaike Smit                     | rolstoelbasketbal & rolstoeltennis | Seoel 1988 - Barcelona 1992 - Atlanta 1996 - Sydney 2000 - Athene 2004 | 2x 1x     |
| Marije Smits                    | atletiek                           | Athene 2004 - Beijing 2008                                             |           |
| Thieu van Son                   | CP-voetbal                         | Sydney 2000 - Athene 2004 - Beijing 2008                               | --- ---   |
| Ruben Spaargaren                | rolstoeltennis                     | Tokio 2020                                                             |           |
| Julia van der Sprong            | rolstoelbasketbal                  | Tokio 2020 - Parijs 2024                                               | 2x        |
| Anne van der Staak              | roeien                             | Beijing 2008                                                           |           |
| Pawel Statema                   | CP-voetbal                         | Beijing 2008                                                           |           |
| Alfred Stelleman                | wielersport (tandem)               | Beijing 2008                                                           | 1x        |
| Elvira Stinissen                | zitvolleybal                       | Beijing 2008 - Rio de Janeiro 2016                                     |           |
| Joop Stokkel                    | paardensport en zwemmen            | Seoel 1988 - Barcelona 1992 - Sydney 2000                              | 1x 3x 2x  |
| Rutger Sturkenboom              | zwemmen                            | Seoel 1988 - Barcelona 1992 - Atlanta 1996 - Sydney 2000               | 4x 4x     |
| Jeffrey Stuut                   | alpineskiën                        | Pyeongchang 2018 - Peking 2022                                         | --- ---   |
| Jeroen Straathof                | wielersport                        | Sydney 2000                                                            | 1x        |
| Dennis Straatman                | CP-voetbal                         | Beijing 2008                                                           |           |
| Eric Stuurman                   | rolstoeltennis                     | Atlanta 1996 - Sydney 2000 - Athene 2004 - Beijing 2008                | 1x        |
| John Swinkels                   | CP-voetbal                         | Beijing 2008                                                           |           |

## T
| sporter                    | sport/sporten     | deelname                                         | medailles |
| -------------------------- | ----------------- | ------------------------------------------------ | --------- |
| Anouk Taggenbrock          | rolstoelbasketbal | Tokio 2020                                       | 1x        |
| Bas Takken                 | zwemmen           | Rio de Janeiro 2016 - Tokio 2020                 | 1x 1x     |
| Jeroen Teeuwen             | atletiek          | Rio de Janeiro 2016                              |           |
| Lisette Teunissen          | zwemmen           | Beijing 2008 - Londen 2012 - Rio de Janeiro 2016 | 1x        |
| Alberta ten Thije          | zitvolleybal      | Athene 2004                                      | 1x        |
| Josien ten Thije-Voortman  | zitvolleybal      | Beijing 2008                                     | 1x        |
| Pernille Thomsen           | zwemmen           | Athene 2004                                      | 1x        |
| Michel Tielbeke            | zwemmen           | Beijing 2008 - Londen 2012                       |           |
| Ingeborg Tiggelman         | rolstoelbasketbal | Atlanta 1996                                     |           |
| Marianne van Til           | zwemmen           | Atlanta 1996                                     |           |
| Nienke Timmer              | atletiek          | Tokio 2020                                       |           |
| Sanne Timmerman            | rolstoelbasketbal | Rio de Janeiro 2016                              | 1x        |
| Dorrie Timmermans-Van Hall | rolstoeltennis    | Beijing 2008                                     |           |
| Paul Toes                  | rolstoelbasketbal | Rio de Janeiro 2016                              |           |
| Magda Toeters              | zwemmen           | Londen 2012 - Rio de Janeiro 2016                |           |
| Melaica Tuinfort           | bankdrukken       | Rio de Janeiro 2016                              |           |

## V
| sporter                      | sport/sporten          | deelname                                                                    | medailles  |
| ---------------------------- | ---------------------- | --------------------------------------------------------------------------- | ---------- |
| Laura de Vaan                | wielersport            | Beijing 2008 - Londen 2012 - Rio de Janeiro 2016                            |            |
| Mitch Valize                 | wielersport            | Tokio 2020                                                                  | 2x         |
| Chantal Vandierendonck       | rolstoeltennis         | Seoel 1988 - Barcelona 1992 - Atlanta 1996                                  | 3x 1x      |
| Marcel van de Veen           | zeilen                 | Athene 2004 - Londen 2012                                                   |            |
| Martijn van de Ven           | CP-voetbal             | Athene 2004 - Beijing 2008                                                  |            |
| Bart Verbruggen              | alpineskiën            | Sotsji 2014                                                                 |            |
| Esther Vergeer               | rolstoeltennis         | Sydney 2000 - Athene 2004 - Beijing 2008 - Londen 2012                      | 5x 1x      |
| Manon Vermariën              | zwemmen                | Rio de Janeiro 2016                                                         |            |
| Demi Vermeulen               | paardensport           | Rio de Janeiro 2016                                                         |            |
| Sanneke Vermeulen            | judo                   | Beijing 2008                                                                | 1x         |
| Sjerstin Vermeulen           | zwemmen & paardensport | Seoel 1988 - Sydney 2000 - Athene 2004 - Beijing 2008                       | 4x 3x      |
| Carina Versloot              | rolstoelbasketbal      | Athene 2004 - Beijing 2008                                                  |            |
| Els Verwer                   | zitvolleybal           | Athene 2004                                                                 | 1x         |
| Niels Vink                   | rolstoeltennis         | Tokio 2020                                                                  | 1x 1x      |
| Ronald Vink                  | rolstoeltennis         | Beijing 2008 - Londen 2012                                                  |            |
| Iljas Visker                 | CP-voetbal             | Rio de Janeiro 2016                                                         |            |
| Jan Visser                   | langlaufen & biatlon   | Innsbruck 1984 - Innsbruck 1988 - Tignes-Albertville 1992                   |            |
| Jitske Visser                | rolstoelbasketbal      | Beijing 2008 - Londen 2012 - Rio de Janeiro 2016 - Tokio 2020 - Parijs 2024 | 2x 2x      |
| Gerard van Vliet             | zwemmen                | Toronto 1976 - Arnhem 1980 - New York & Stoke Mandeville 1984               | 1x 3x      |
| Levi Vloet                   | atletiek               | Tokio 2020                                                                  |            |
| Nienke Vlotman               | roeien                 | Beijing 2008                                                                |            |
| Sanne Voets                  | paardensport           | Londen 2012 - Rio de Janeiro 2016 - Tokio 2020                              | 3x 1x      |
| Jeroen Voogd                 | CP-voetbal             | Athene 2004                                                                 |            |
| Olivier van de Voort         | zwemmen                | Rio de Janeiro 2016                                                         |            |
| Monique van der Vorst        | wielersport            | Beijing 2008                                                                | 2x         |
| Minne de Vos                 | CP-voetbal             | Rio de Janeiro 2016                                                         |            |
| Chris Vos                    | snowboarden            | Sotsji 2014 - Pyeongchang 2018 - Peking 2022                                | --- 2x --- |
| Desiree Vranken              | atletiek               | Rio de Janeiro 2016                                                         |            |
| Jaap de Vries                | CP-voetbal             | Seoel 1988 - Barcelona 1992 - Atlanta 1996 - Sydney 2000                    | 3x ---     |
| Rika de Vries                | zitvolleybal           | Beijing 2008                                                                | 1x         |
| Stephen de Vries/Patrick Bos | wielersport            | Rio de Janeiro 2016                                                         |            |
| Tim de Vries                 | wielersport            | Rio de Janeiro 2016 - Tokio 2020                                            | 1x         |

## W
| sporter               | sport/sporten     | deelname                                                                                  | medailles |
| --------------------- | ----------------- | ----------------------------------------------------------------------------------------- | --------- |
| Sharon Walraven       | rolstoeltennis    | Sydney 2000 - Beijing 2008                                                                | 1x 1x     |
| Thomas van Wanrooij   | zwemmen           | Tokio 2020                                                                                | 1x        |
| Kenny van Weeghel     | wheelen/atletiek  | Sydney 2000 - Athene 2004 - Beijing 2008 - Londen 2012 - Rio de Janeiro 2016 - Tokio 2020 | 3x 3x 2x  |
| Kornelis van der Werf | rolstoelbasketbal | Atlanta 1996 - Sydney 2000 - Athene 2004                                                  | 1x        |
| Petra Westerhof       | zitvolleybal      | Athene 2004 - Beijing 2008                                                                | 1x 1x     |
| Martijn Wijsman       | alpineskiën       | Tinges-Albertville 1992 - Lillehammer 1994 - Nagano 1998 - Salt Lake City 2002            |           |
| Johan Wildeboer       | Boogschieten      | Londen 2012                                                                               |           |
| Xena Wimmenhoeve      | rolstoelbasketbal | Tokio 2020 - Parijs 2024                                                                  | 2x        |
| Milo de Wit           | CP-voetbal        | Sydney 2000 - Athene 2004                                                                 | --- ---   |
| Teddy Witjes          | CP-voetbal        | Rio de Janeiro 2016                                                                       |           |

## IJ
| sporter        | sport/sporten | deelname   | medailles |
| -------------- | ------------- | ---------- | --------- |
| Margret IJdema | triatlon      | Tokio 2020 |           |

## Z
| sporter              | sport/sporten     | deelname                                                      | medailles |
| -------------------- | ----------------- | ------------------------------------------------------------- | --------- |
| Mike van der Zanden  | zwemmen           | Athene 2004 - Beijing 2008 - Londen 2012                      | 2x        |
| Quinten Zantinge     | rolstoelbasketbal | Rio de Janeiro 2016                                           |           |
| Jaapje de Zeeuw      | rolstoelbasketbal | Atlanta 1996                                                  |           |
| Johan Zegers         | zwemmen           | Arnhem 1980 - Seoel 1988                                      | 2x        |
| Hong Zhao            | zitvolleybal      | Rio de Janeiro 2016                                           |           |
| Chantalle Zijderveld | zwemmen           | Rio de Janeiro 2016 - Tokio 2020                              | 2x 2x     |
| Kelly van Zon        | tafeltennis       | Beijing 2008 - Londen 2012 - Rio de Janeiro 2016 - Tokio 2020 | 3x 1x     |
| Take Zonneveld       | atletiek          | Tokio 2020                                                    |           |